# Homelix klingi
Homelix klingi là một loài bọ cánh cứng trong họ Cerambycidae.